# Totální válka
Totální válka je válka, v níž jsou za účelem vítězství nasazeny všechny lidské a hospodářské zdroje země. V takové válce se méně (někdy vůbec ne) rozlišuje mezi kombatantem a civilistou, protože obě skupiny lze považovat za součást válečného úsilí. Často dochází k úmrtím civilistů při zničení vojenské výrobní kapacity; příkladem bylo bombardování Drážďan a jaderný útok na Japonsko za druhé světové války.
Praxe totální války se uplatňovala po staletí, ale pouze od poloviny do konce 19. století byla uznávána jako samostatná třída vojenství. V nacistickém Německu totální válka zahrnovala totální nasazení.

## Historie myšlenky
Myšlenka totální války má svůj původ u Carla von Clausewitze (1780–1831), následně generála Ericha Ludendorffa (1865–1937), od nějž ji převzal Adolf Hitler, který ji uskutečnil v nacionální podobě. Nacionalismus lze ve světové válce sledovat například ve snahách válčících zemí odstraňovat jakékoliv stopy nepřátelských národů – názvy ulic, podniků, lidé s jménem v nepřátelském jazyce se přejmenovávali. Jiným pojmem pak je totalitarismus, který spočívá v suspendaci moci parlamentu. K totalitarismu došlo například v Anglii přijetím zmocňovacího zákona v r. 1914, v Itálii parlament roku 1915 de facto předal moc vládě a v r. 1934 v Německu po přesvědčovací Hitlerově kampani se nakonec parlament vzdal moci. Ve Francii byla moc parlamentu pouze omezena. Parametrem totalitarismu je i míra rozsahu moci státu, který pak zasahuje téměř do všeho (výroby, dopravy, těžby, práce, svobody obyvatel, vlastnictví, vedení podniků, určování cen a mezd).

## Národní socialismus

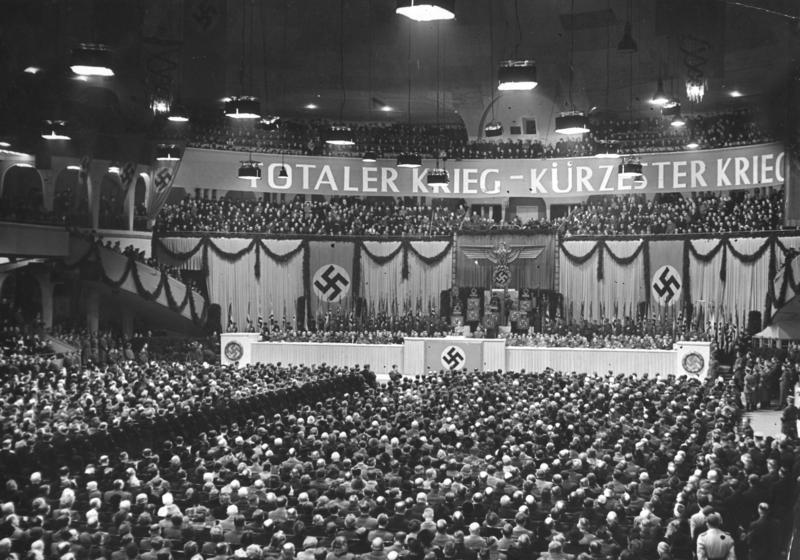
Shromáždění v berlínském Sportovním paláci 18. února 1943 s heslem „Totaler Krieg – Kürzester Krieg“

Ve smyslu používaném národními socialisty je „totální válka“ válkou, v jejímž průběhu se využívají všechny dostupné zdroje. Budoucí polní maršál Ernst Busch ve spisu z roku 1937 popsal válku budoucnosti jako totální válku, v níž se ruší rozdíl mezi domovem a domácí frontou. Součástí válečného aparátu se stávají veškeré výrobní prostředky a veškerá pracovní síla civilního obyvatelstva. Tyto snahy mají sloužit skutečnému cíli, totiž zničení nepřítele.
Výraz se všeobecně rozšířil během druhé světové války, kdy ho použil Joseph Goebbels 18. února 1943 během svého projevu v berlínském Sportpalastu, kde i hlavním heslem bylo „Totaler Krieg – Kürzester Krieg“ („totální válka – nejkratší válka“). V nacistickém Německu byla poté zavedena služební povinnost pro „úkoly spojené s obranou Říše“, která zahrnovala muže od 16 do 65 let a ženy od 17 do 45 let a prodlouženou pracovní dobu až na 14 hodin.

## Znaky totální války
Totální válka obsahuje následující charakteristické prvky:
- totální mobilizace: uvolnění dalších sil pro frontu (např. ženy přebírají práci mužů), posílení zbrojního úsilí
- totální kontrola: synchronizace vůle lidu, propaganda
- totální metody: propojování různých zbraňových technologií a systémů, nerespektování mezinárodních úmluv
- totální válečné cíle: totální vojenské podrobení nepřítele, totální politické zbavení moci nepřítele.[6]

Pojem „totální válka“ se také stal součástí psychologické války. Ve vojenství a válčení se jedná o obecný termín používaný k popisu metod a opatření pro ovlivňování chování a postojů nepřátelských sil a cizího civilního obyvatelstva v rámci vojenských operací nebo před nimi.